# مت مکئون
مت مکئون (انگلیسی: Matt McKeon؛ زادهٔ ۲۴ سپتامبر ۱۹۷۴) یک بازیکن فوتبال اهل ایالات متحده آمریکا است.
وی همچنین در تیم ملی فوتبال ایالات متحده آمریکا بازی کرده است.